# سومبر (توف)
شهرستان سومبِر (به زبان مغولی: Сүмбэр сум، [Sümber sum]؛ ᠰᠦ᠋ᠮᠪᠦᠷ ᠰᠤᠮᠤ، [sümbür sumu]) یک شهرستان (سُوم) در مغولستان است که در استان توف واقع شده‌است.

## تقسیمات اداری
شهرستان سومبِر متشکل از ۲ قصبه (باغ) می‌باشد، شامل:
- جافخلانت (مغولی: Жавхлант баг، [Žavxlant bag]؛ ᠵᠢᠪᠬᠤᠯᠠᠩᠲᠤ ᠪᠠᠭ، [jibqulaŋtu baɣ])
- سومبِر(مغولی: Сүмбэр баг، [Sümber bag]؛ ᠰᠦᠮᠪᠦᠷ ᠪᠠᠭ، [sümbür baɣ])